# Jennersdorf
Jennersdorf (ungarisch Gyanafalva, slowenisch Ženavci) ist eine österreichische Stadtgemeinde mit 4159 Einwohnern (Stand 1. Jänner 2025). Sie ist gleichzeitig Bezirksvorort des Bezirks Jennersdorf und liegt im Burgenland.

## Geografie

### Geografische Lage
Die Stadt liegt im Raabtal im südlichen Burgenland am Ufer der Raab, ungefähr vier Kilometer Luftlinie von der steirischen und der ungarischen Grenze entfernt. Die nächstgelegenen Städte sind die ungarische Grenzstadt Szentgotthárd (St. Gotthard), sowie Fürstenfeld und Fehring in der Steiermark.

### Gemeindegliederung
Die Gemeinde besteht aus den Katastralgemeinden, die zugleich Ortschaften sind (in Klammern Einwohnerzahl Stand 1. Jänner 2025):
- Grieselstein (668) samt Grieselgraben, Harterberg, Hartwebereck, Schaffergraben, Schaufelberg und Steinberg
- Henndorf im Burgenland (491) samt Griab, Mitter-Henndorf, Ober-Henndorf und Unter-Henndorf
- Jennersdorf (2407) samt Am Tafelberg, Bachergraben, Bergen, Bergsiedlung, Körblereck und Laritzgraben
- Rax (593) samt Fiedlereck, Hobischberg, Kandlgraben, Rax-Bergen und Stangeleck

### Nachbargemeinden
| Unterlamm, (Steiermark SO) | Bad Loipersdorf, (Steiermark HF)            | Königsdorf   |
| Fehring, (Steiermark SO)   | Kompassrose, die auf Nachbargemeinden zeigt | Weichselbaum |
|                            | Sankt Martin an der Raab                    |              |

## Geschichte
Die erste urkundliche Erwähnung als Janafalu erfolgte 1187 in einer Bulle Papst Urbans III. Der Name leitet sich von dem slowenischen „Ženavci“ ab, das am besten mit „Frauendorf“ übersetzt werden kann. Da es damals im Ungarischen kein „zs“ (das dem slowenischen ž heute entspricht) gab, wurde der Laut durch „gy“ ersetzt und an die Stelle der Endung „-vci“ („-dorf“) trat das ungarische „-falu“ („-dorf“).
Der Ort stand bis 1848 im Eigentum vom Kloster Szentgotthárd. Der Ort gehörte, wie das gesamte Burgenland, bis 1920/21 zu Ungarn (Deutsch-Westungarn). Ab 1898 musste aufgrund der Magyarisierungspolitik der Regierung in Budapest der ungarische Ortsname Gyanafalva verwendet werden.
Nach Ende des Ersten Weltkriegs wurde nach zähen Verhandlungen Deutsch-Westungarn in den Verträgen von St. Germain und Trianon 1919 Österreich zugesprochen. Der Ort gehört seit 1921 zum neu gegründeten Bundesland Burgenland (siehe auch Geschichte des Burgenlandes).
In den letzten Monaten des Zweiten Weltkrieges bildete Jennersdorf aufgrund seiner geographischen Lage den Unterabschnitt V/7-Jennersdorf des Südostwalls. Für dessen Bau wurden neben der Ortsbevölkerung auch ungarische Juden herangezogen, die in verschiedenen Objekten im Ort selbst und im Ortsteil Grieselstein untergebracht waren. Nach dem Ausbruch von Krankheiten kam es zu mehreren Massakern, dem eine unbekannte Anzahl von Zwangsarbeitern zum Opfer fielen. Nach dem Krieg erfolgte die Bergung der Opfer durch eine Kommission der Roten Armee und in den 1960er-Jahren durch Simon Wiesenthal. Nach dem Scheitern der Plattenseeoffensive der deutschen Wehrmacht, besetzte die Rote Armee Jennersdorf, wobei es im Umfeld des Ortes zu heftigen Kämpfen kam.
Jennersdorf ist seit 1921 Bezirksvorort und wurde 1977 zur Stadt erhoben. Das Stadtmotto lautet: „Jennersdorf, die Stadt an der Therme.“

### Bevölkerungsentwicklung
Die Abnahme der Einwohnerzahl in den letzten zwei Jahrzehnten ist auf eine stark negative Geburtenbilanz zurückzuführen. War diese Bilanz von 1991 bis 2001 schon negativ (−137), konnte sie noch durch die Wanderungsbilanz von +320 wettgemacht werden. Im folgenden Jahrzehnt von 2001 bis 2011 gab es um 222 Todesfälle mehr als Geburten. Dies konnte durch eine Wanderungsbilanz von +183 nicht mehr ausgeglichen werden.

### Religion
Jennersdorf, welches Sitz des Dechanten ist, ist eine katholisch geprägte Gemeinde. Mit der Zeit zogen jedoch immer mehr Gläubige aus den umliegenden evangelisch geprägten Gemeinden (Neuhaus, Eltendorf, Deutsch-Kaltenbrunn) zu, sodass deren Anteil inzwischen angestiegen ist. Auch Muslime und orthodoxe Christen sind zugewandert und auch zahlreiche Gläubige inzwischen ausgetreten.

Blick vom Tafelberg auf die Stadt Jennersdorf

## Kultur und Sehenswürdigkeiten

### Bauwerke
- Pfarrkirche Jennersdorf: römisch-katholisch, 1780–1800 erbaut, barock, neugotischer Schnitzaltar von 1904
- In der Nähe des Bahnhofs befinden sich einige Villen aus der Zeit nach 1900, die in einem eher ungarisch orientierten Jugendstil gehalten sind und meist vom hier ansässigen Baumeister Karl Neubauer stammen.[7]

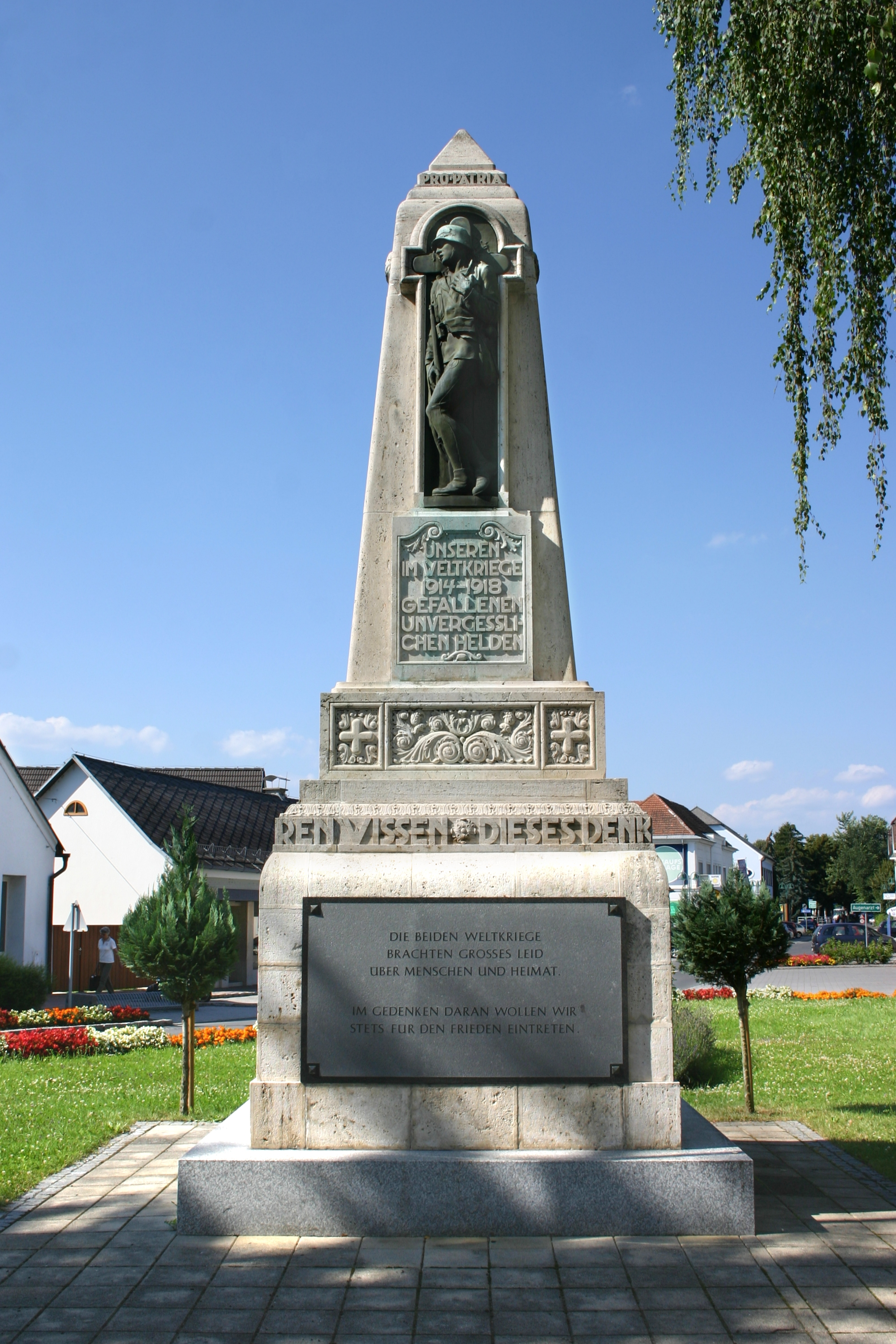
Kriegerdenkmal in Jennersdorf
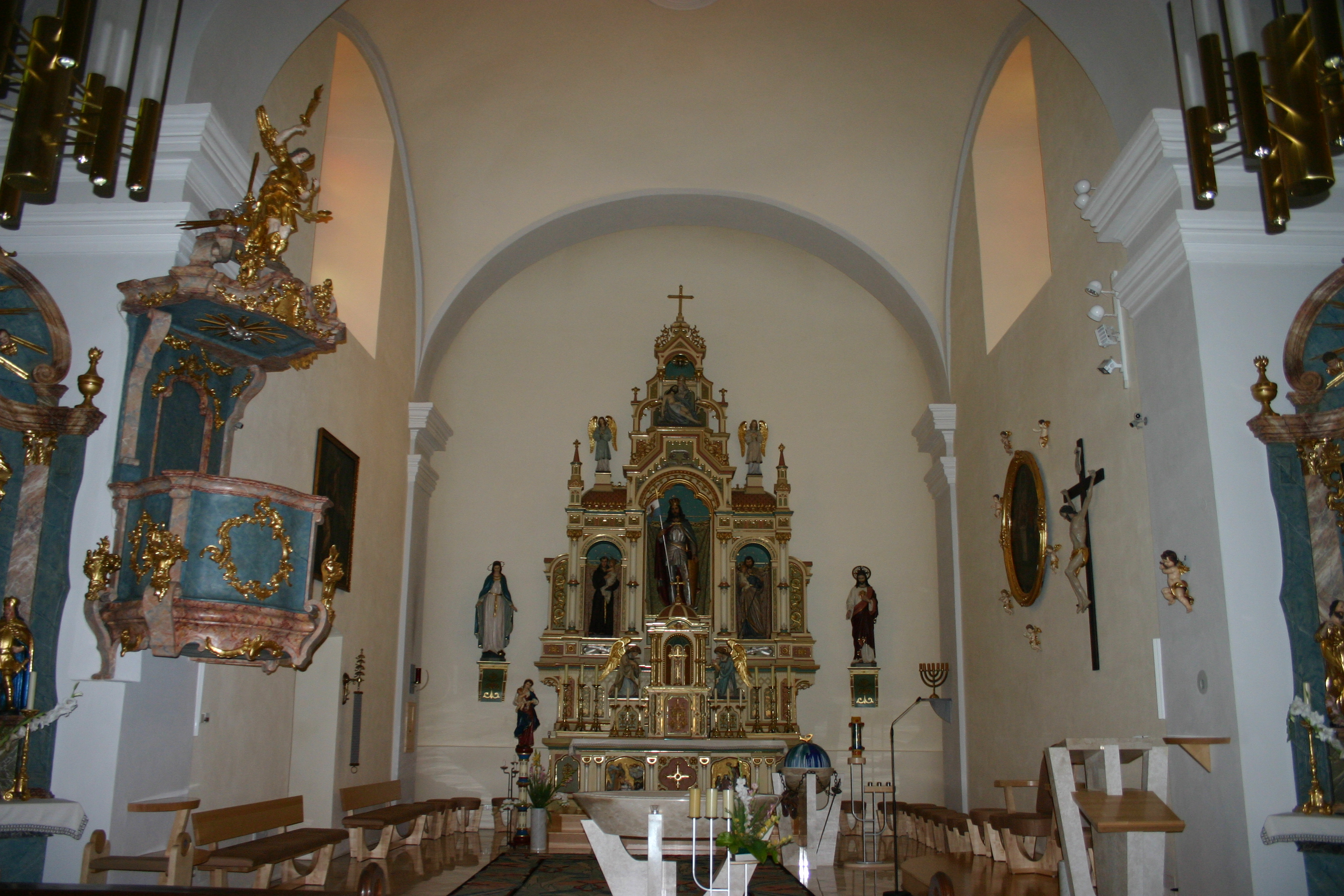
Innenansicht der Pfarrkirche
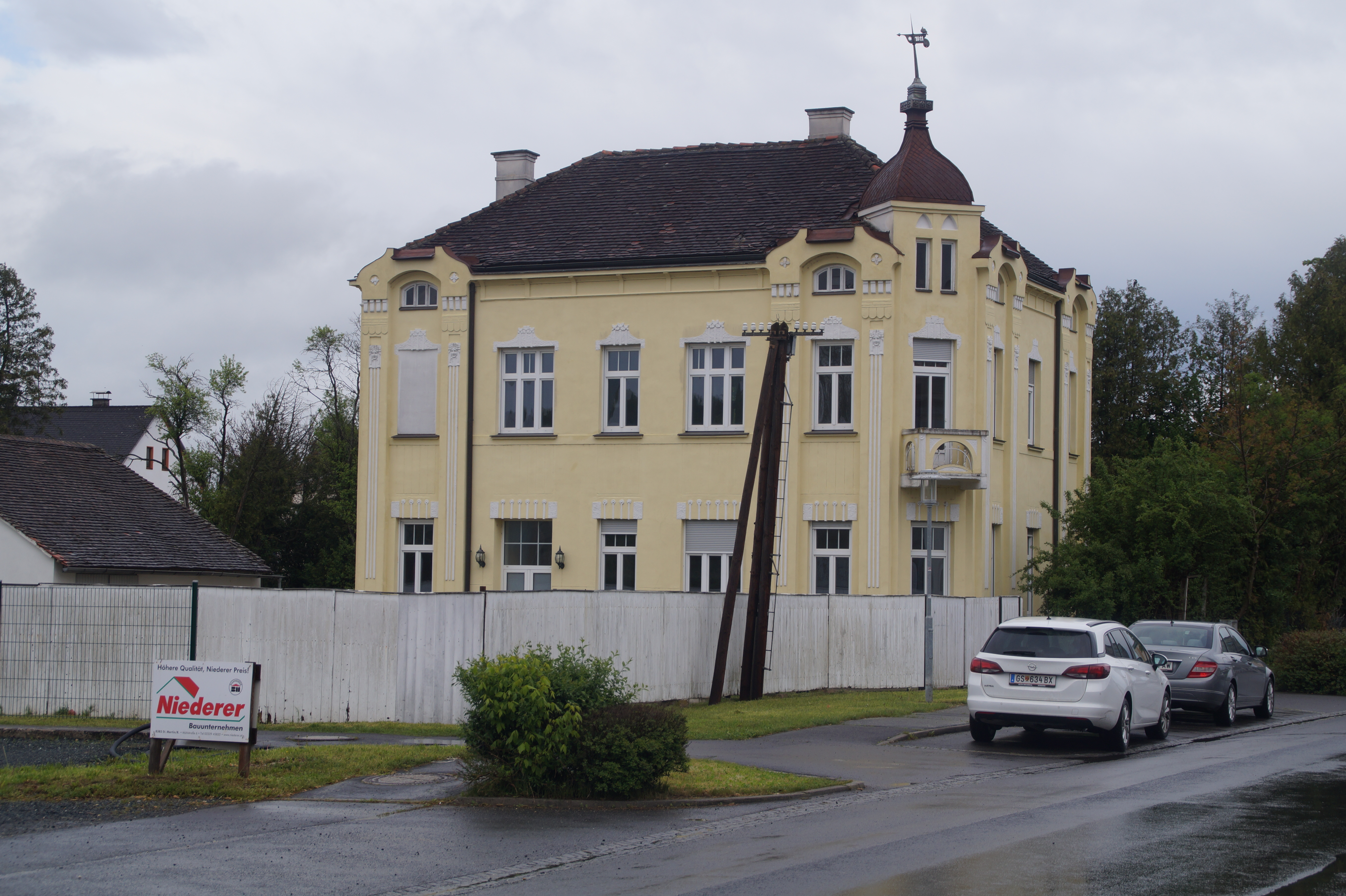
Villa Haromy (1911 erbaut)

## Sport
- Freibad
- Skatepark
- Fußballplatz
- Raabtal-Radwanderwege
- Kanufahren: auf der Raab
- Judo: Im Turnsaal der VS Jennersdorf

### Regelmäßige Veranstaltungen
In Jennersdorf findet jedes Jahr ein Faschingsumzug mit unterschiedlich gestalteten Traktoranhängern statt.

## Wirtschaft und Infrastruktur

### Verkehr
Der Bahnhof Jennersdorf liegt an der Steirischen Ostbahn (Graz Hbf – Sankt Gotthard/Szentgotthárd), die als Ungarische Westbahn via Steinamanger/Szombathely weiter nach Győr/Raab führt. Mit den Zügen der Raaberbahn RÖEE/GySEV sind von Sankt Gotthard/Szentgotthárd aus über Steinamanger/Szombathely und Ödenburg/Sopron Verbindungen von und nach Wiener Neustadt Hauptbahnhof und Wien Meidling verfügbar.

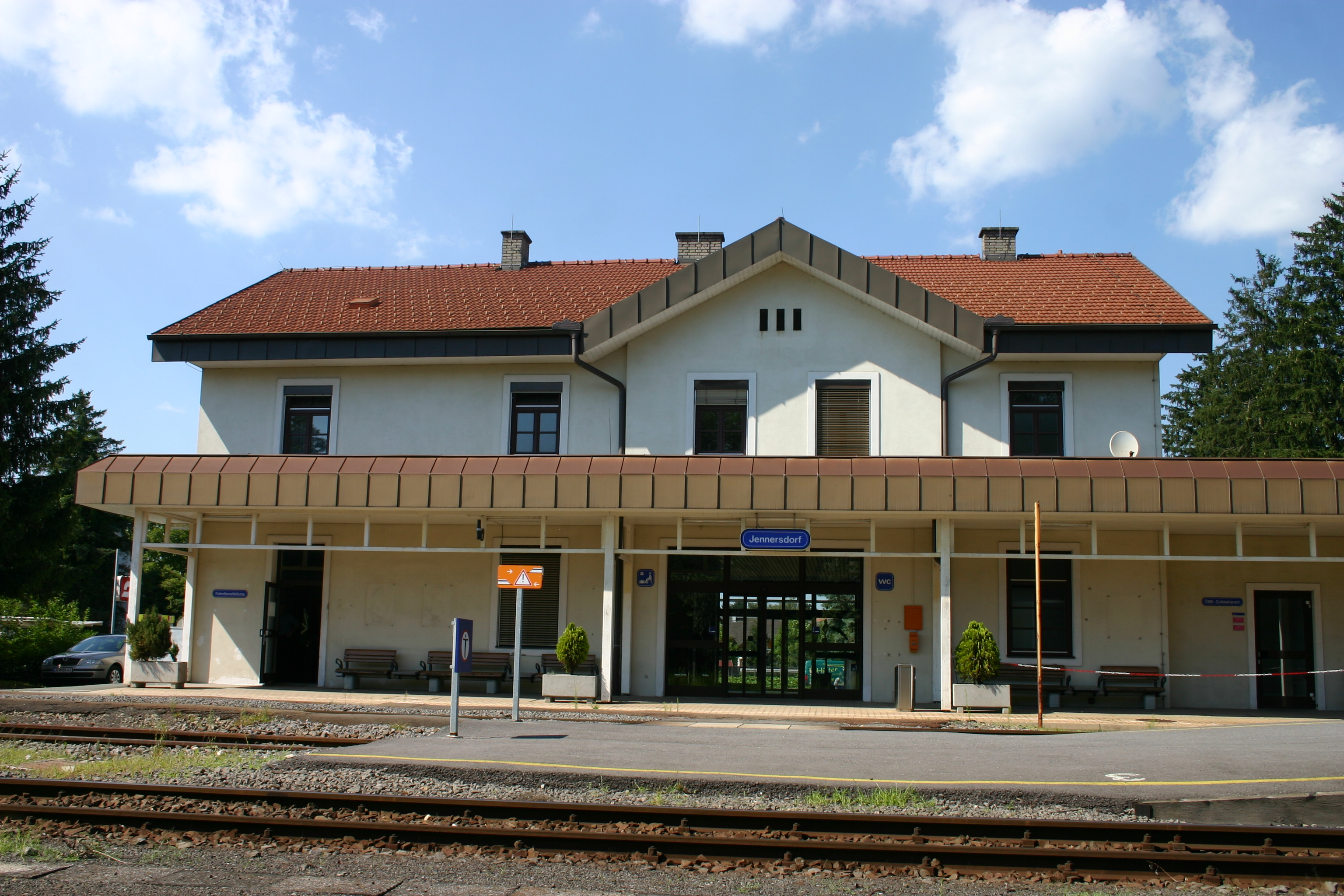
Aufnahmegebäude im Bahnhof Jennersdorf
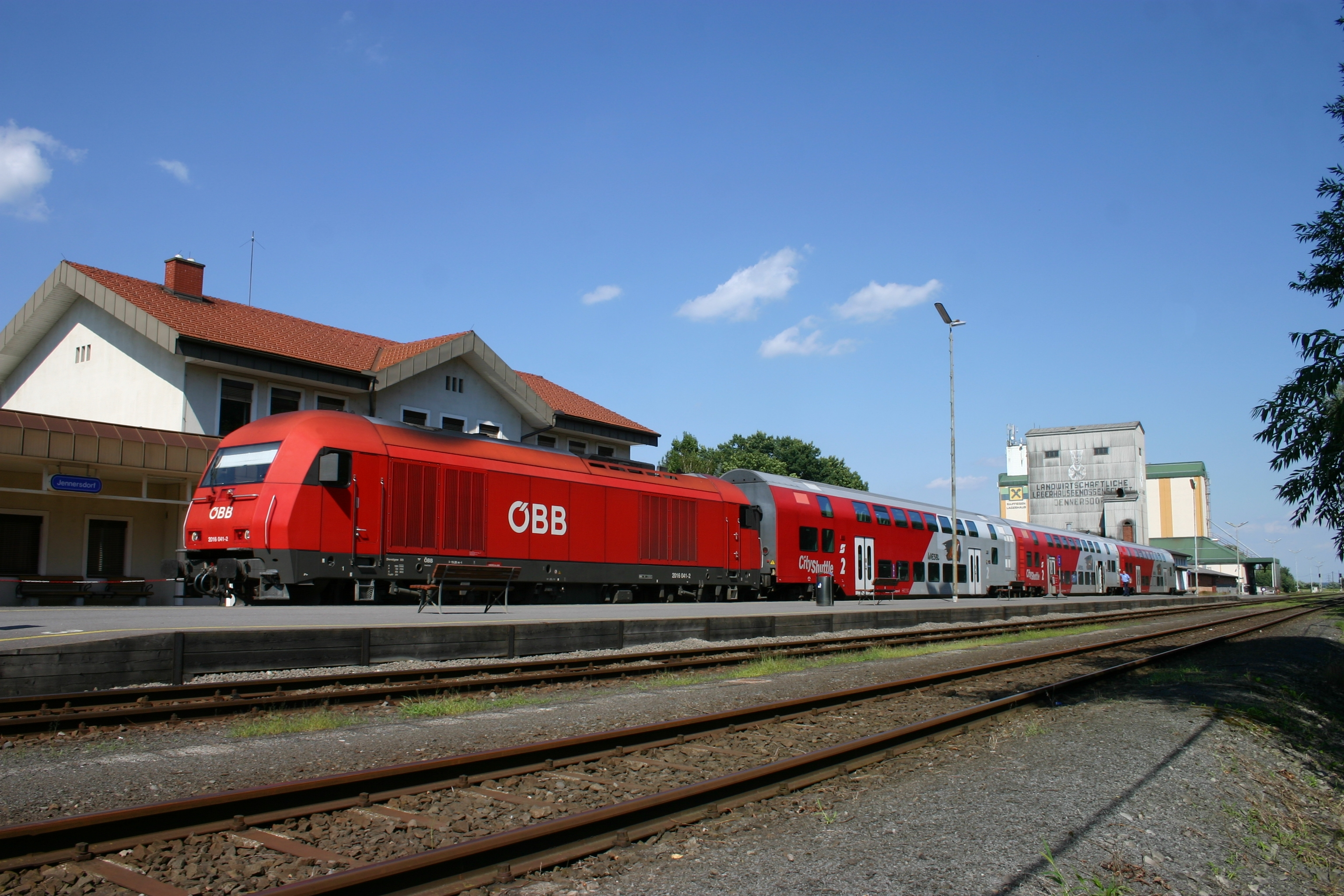
Br 2016 der ÖBB im Bahnhof Jennersdorf mit Doppelstockwagen namens „Wiesel“

### Ansässige Unternehmen
Es existieren Betriebe der Textilindustrie (Vossen Frottierwaren), des Lebensmittelgroßhandels, der Lederverarbeitung (Boxmark), Optoelektronik (Tridonic, Lumitech und Lexedis), des Baustoffhandels (hagebau Niederer), der Betonfertigteilerzeugung (Spannbetonwerk Jennersdorf) und das Technologiezentrum Jennersdorf.
Auch die Hornmanufaktur, die sich auf die Entwicklung und den Bau höchstwertiger Lautsprechersysteme spezialisiert hat, ist in Jennersdorf ansässig.
- Lumitech wurde 1997 als Spin-off der Technischen Universität Graz in St. Martin an der Raab im Bezirk Jennersdorf gegründet und übersiedelte 2001 ins damals neue Technologiezentrum Jennersdorf. Lumitech forscht an der Entwicklung von LED-Leuchtmitteln, seit 2006 an der Imitierung des Tageslichtspektrums durch LEDs. Rund um Lumitech mit 45 Mitarbeitern haben sich weitere Betriebe des Bereichs LED/Optoelektronik angesiedelt, in Summe werken hier ca. 200 Mitarbeiter in dieser Branche. (Stand März 2018.) März 2018 gelang es Lumitech mit dem großen Hersteller Phillips eine Lizenzvereinbarung über die Anwendung der PI-LED-Technologie zu verkaufen.[10][11]
- Tridonic, eine Tochter von Zumtobel, wurde 2019 geschlossen. Zwei Produktionslinien und einige Mitarbeiter übernahm Lumitech.[12]

### Öffentliche Einrichtungen
- Bezirkshauptmannschaft
- Bezirkspolizeikommando
- Arbeiterkammer
- Wirtschaftskammer
- Zollamt
- Behinderten-Tagesheimstätte
- Jugendzentrum

### Bildung
- Kindergarten
- Sonderschule – Sonderpädagogisches Zentrum (SPZ)
- Volksschulen in Grieselstein, Henndorf und Jennersdorf
- Hauptschule mit angeschlossener Polytechnischen Schule
- Bundesoberstufenrealgymnasium und Bundeshandelsschule Jennersdorf

## Politik

### Gemeinderat

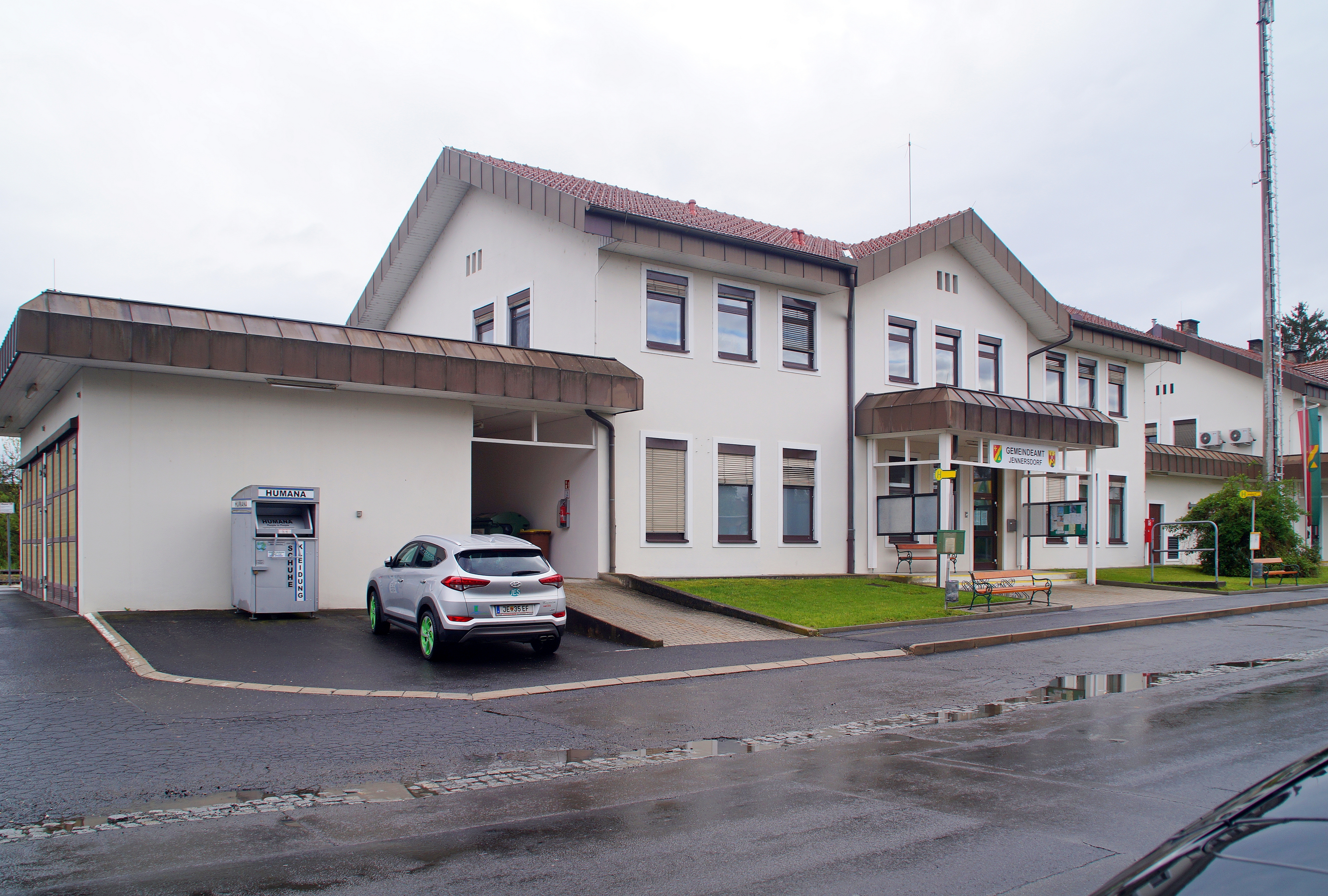
Gemeindeamt Jennersdorf (Ausweichquertier während der Renovierung des Rathauses)

Der Gemeinderat umfasst entsprechend der Einwohnerzahl 25 Mitglieder und setzt sich nach der Gemeinderatswahl 2022 wie folgt zusammen:
- JES 14 Mandate
- ÖVP 5 Mandate,
- SPÖ 4 Mandate,
- FPÖ 2 Mandate

Bei der Gemeinderatswahl 2017 verlor die ÖVP fünf Mandate und hatte zehn Mandate. Die SPÖ fiel von fünf auf zwei Mandate zurück. Die Grünen mussten ebenfalls drei Mandate abgeben und hielten bei einem, statt davor vier Mandaten. Großer Wahlsieger war die neue Bürgerliste Jennersdorf (JES), die auf Anhieb sieben Mandate für sich verbuchen konnte. Enorm zulegen konnte auch die FPÖ, die nun fünf statt bisher ein Mandat hält.
Bei der Wahl 2022 gewann JES weitere sieben Mandate dazu, auch die SPÖ gewann und hat nun vier statt zwei Mandate. Verlierer waren die ÖVP (minus fünf Mandate), FPÖ (zwei statt fünf Mandate) und die GRÜNEN, die ihr Mandat verloren. MFG schaffte den Einzug in den Gemeinderat nicht.
| Gemeinderatswahlen in Jennersdorf | Gemeinderatswahlen in Jennersdorf | Gemeinderatswahlen in Jennersdorf | Gemeinderatswahlen in Jennersdorf | Gemeinderatswahlen in Jennersdorf | Gemeinderatswahlen in Jennersdorf | Gemeinderatswahlen in Jennersdorf | Gemeinderatswahlen in Jennersdorf | Gemeinderatswahlen in Jennersdorf | Gemeinderatswahlen in Jennersdorf | Gemeinderatswahlen in Jennersdorf | Gemeinderatswahlen in Jennersdorf | Gemeinderatswahlen in Jennersdorf | Gemeinderatswahlen in Jennersdorf | Gemeinderatswahlen in Jennersdorf | Gemeinderatswahlen in Jennersdorf | Gemeinderatswahlen in Jennersdorf | Gemeinderatswahlen in Jennersdorf | Gemeinderatswahlen in Jennersdorf |
| Ergebnis vom                      | 2. Oktober 2022                   | 2. Oktober 2022                   | 2. Oktober 2022                   | 1. Oktober 2017                   | 1. Oktober 2017                   | 1. Oktober 2017                   | 7. Oktober 2012                   | 7. Oktober 2012                   | 7. Oktober 2012                   | 7. Oktober 2007                   | 7. Oktober 2007                   | 7. Oktober 2007                   | 21. Oktober 2002                  | 21. Oktober 2002                  | 21. Oktober 2002                  | 1997                              | 1997                              | 1997                              |
| --------------------------------- | --------------------------------- | --------------------------------- | --------------------------------- | --------------------------------- | --------------------------------- | --------------------------------- | --------------------------------- | --------------------------------- | --------------------------------- | --------------------------------- | --------------------------------- | --------------------------------- | --------------------------------- | --------------------------------- | --------------------------------- | --------------------------------- | --------------------------------- | --------------------------------- |
|                                   | Stim- men                         | %                                 | Man- date                         | Stim- men                         | %                                 | Man- date                         | Stim- men                         | %                                 | Man- date                         | Stim- men                         | %                                 | Man- date                         | Stim- men                         | %                                 | Man- date                         | Stim- men                         | %                                 | Man- date                         |
| Wahlberechtigt                    | 4081                              |                                   |                                   | 3883                              | –                                 | –                                 | 3909                              | –                                 | –                                 | 3808                              | –                                 | –                                 | 3655                              | –                                 | –                                 | 3530                              | –                                 | –                                 |
| Abgegeben                         | 2758                              | 67,58                             |                                   | 2909                              | 74,92                             | –                                 | 2813                              | 71,96                             | –                                 | 2908                              | 76,37                             | –                                 | 2934                              | 80,27                             | –                                 | 2809                              | 79,58                             | –                                 |
| Ungültig                          | 216                               | 7,83                              |                                   | 207                               | 7,12                              | –                                 | 258                               | 9,17                              | –                                 | 260                               | 8,94                              | –                                 | 276                               | 9,41                              | –                                 | 398                               | 14,17                             | –                                 |
| Gültig                            | 2542                              | 92,17                             |                                   | 2702                              | 92,88                             | 25                                | 2555                              | 90,83                             | 25                                | 2648                              | 91,06                             | 25                                | 2658                              | 90,59                             | 25                                | 2411                              | 85,83                             | 25                                |
| Davon entfielen auf               |                                   |                                   |                                   |                                   |                                   |                                   |                                   |                                   |                                   |                                   |                                   |                                   |                                   |                                   |                                   |                                   |                                   |                                   |
| JES 1)                            | 1249                              | 49,13                             | 14                                | 751                               | 27,79                             | 7                                 | nicht kandidiert                  | nicht kandidiert                  | nicht kandidiert                  | nicht kandidiert                  | nicht kandidiert                  | nicht kandidiert                  | nicht kandidiert                  | nicht kandidiert                  | nicht kandidiert                  | nicht kandidiert                  | nicht kandidiert                  | nicht kandidiert                  |
| ÖVP                               | 477                               | 18,76                             | 5                                 | 991                               | 36,63                             | 10                                | 1508                              | 59,02                             | 15                                | 1485                              | 56,08                             | 15                                | 1499                              | 56,40                             | 15                                | 1482                              | 61,47                             | 16                                |
| SPÖ                               | 420                               | 16,52                             | 4                                 | 277                               | 10,25                             | 2                                 | 497                               | 19,45                             | 5                                 | 598                               | 22,58                             | 6                                 | 595                               | 22,39                             | 5                                 | 425                               | 17,63                             | 4                                 |
| FPÖ                               | 247                               | 9,72                              | 2                                 | 490                               | 18,13                             | 5                                 | 171                               | 6,69                              | 1                                 | 118                               | 4,46                              | 1                                 | 253                               | 9,52                              | 2                                 | 404                               | 16,76                             | 4                                 |
| MFG                               | 75                                | 2,95                              | 0                                 | nicht kandidiert                  | nicht kandidiert                  | nicht kandidiert                  | nicht kandidiert                  | nicht kandidiert                  | nicht kandidiert                  | nicht kandidiert                  | nicht kandidiert                  | nicht kandidiert                  | nicht kandidiert                  | nicht kandidiert                  | nicht kandidiert                  | nicht kandidiert                  | nicht kandidiert                  | nicht kandidiert                  |
| Die Grünen                        | 74                                | 2,91                              | 0                                 | 193                               | 7,14                              | 1                                 | 379                               | 14,83                             | 4                                 | 297                               | 11,22                             | 2                                 | 311                               | 11,70                             | 3                                 | 100                               | 4,15                              | 1                                 |
| BLP 2)                            | nicht kandidiert                  | nicht kandidiert                  | nicht kandidiert                  | nicht kandidiert                  | nicht kandidiert                  | nicht kandidiert                  | nicht kandidiert                  | nicht kandidiert                  | nicht kandidiert                  | 138                               | 5,21                              | 1                                 | nicht kandidiert                  | nicht kandidiert                  | nicht kandidiert                  | nicht kandidiert                  | nicht kandidiert                  | nicht kandidiert                  |
| FBL 3)                            | nicht kandidiert                  | nicht kandidiert                  | nicht kandidiert                  | nicht kandidiert                  | nicht kandidiert                  | nicht kandidiert                  | nicht kandidiert                  | nicht kandidiert                  | nicht kandidiert                  | 12                                | 0,45                              | 0                                 | nicht kandidiert                  | nicht kandidiert                  | nicht kandidiert                  | nicht kandidiert                  | nicht kandidiert                  | nicht kandidiert                  |

### Bürgermeister und Stadtvorstand
Bürgermeister der Stadtgemeinde ist seit 10. November 2017 Reinhard Deutsch (JES), der sich in der Stichwahl vom 29. November mit 53,23 % gegen Bernhard Hirczy (ÖVP), der 46,77 % erreichte, durchsetzte. Hirczy hatte erst am 13. Jänner 2017 die Nachfolge von Wilhelm Thomas, der 24 Jahre lang Bürgermeister war, angetreten.
Neben Bürgermeister Reinhard Deutsch (JES) und Vizebürgermeister Helmut Kropf (JES) gehören des weiteren die Stadträte Anneliese Fürstner (ÖVP), Helmut Kropf (JES), Alexander Schweizer (JES), Oliver Stangl (SPÖ) und Gernot Strini (JES) dem Stadtvorstand an.
Die Leitung des Stadtamts hat Roswitha Feitl.

#### Chronik der Bürgermeister
- 1900–1909 Johann Dax
- 1910–1914 Alois Thomas
- 1914–1923 Franz Dax
- 1923–1931 Josef Hirtenfelder
- 1932–1937 Georg Fiedler
- 1938–1945 Josef Maurer
- 1945–1954 Georg Fiedler (ÖVP)
- 1967–1992 Anton Brückler
- 1992–2016 Wilhelm Thomas (ÖVP)
- 13. Jänner 2017 – 10. November 2017: Bernhard Hirczy (ÖVP)[19]
- seit 10. November 2017 Reinhard Deutsch (JES)[22]

### Stadtwappen
Blasonierung:

In einem durch einen schräglinken goldenen Wellenbalken von Rot und Grün geteilten Schild in Rot ein goldenes Kreuz, in Grün eine dreiseitige goldene Pyramide.
Das Kreuz stammt aus dem Stiftswappen von St. Gotthard in Ungarn, zu dessen Herrschaft Jennersdorf über sieben Jahrhunderte gehörte. Die dreiseitige Pyramide symbolisiert das Dreiländereck Österreich – Ungarn – Slowenien. Der Wellenbalken ist ein Symbol für den Fluss Raab, der durch die Stadt fließt.

## Persönlichkeiten

### Söhne und Töchter der Gemeinde
- Karl Posch (1897–1970), Verwaltungsjurist und Landesamtsdirektor
- Georg Fiedler (1898–1983), österreichischer Politiker (ÖVP) und Landwirt
- Anton Orac (1909–1948), österreichischer Jurist, Verleger und Widerstandskämpfer[23]
- Karl Lukits (1921–1994), deutscher Politiker (CDU)
- Richard Rezar (1922–2000), österreichischer Politiker (FPÖ) und Kaufmann
- Erich Wonder (* 1944), österreichischer Bühnenbildner
- Wilhelm Thomas (* 1948), Landtagsabgeordneter, Bürgermeister
- Gerfried Pröll (* 1966), österreichischer Fernsehmoderator
- Petra Wagner (* 1968), österreichische Politikerin (FPÖ)
- Reinhard Poglitsch (* 1968), österreichischer Politiker (FPÖ) und Prokurist
- Herwig Karl (* 1972), österreichischer Fußballspieler
- Bernhard Hirczy (* 1982), Mitglied des Bundesrates (ÖVP)
- Felix Luckmann (?), österreichischer Politiker (NSDAP)

### Ehrenbürger
- 1977: Rudolf Grohotolsky, Landeshauptmann-Stellvertreter a. D.
- 1993: Anton Brückler, Bürgermeister (1967 bis 1992)
- 2000: Alois Luisser, Stadtpfarrer
- 2007: Josef Csencsits